# Loueur de meublé non professionnel
La location meublée non professionnelle (ou LMNP) est, en France, un régime parahôtellerie, défini par l'article 155 IV du code général des impôts. Il permet de proposer des services de location saisonnière, courte ou longue durée.

## Dispositifs existants
En France, la location meublée non professionnelle (LMNP) permet de louer un bien immobilier, neuf ou ancien, en location saisonnière à destination des touristes de passage ou de la clientèle d'affaires, ou en location longue durée.
Les biens immobiliers qui entrent dans la définition de meublé sont :
- Le local d'habitation meublé,
- La résidence hôtelière, la résidence de tourisme, la résidence étudiante, la Chambre d'hôtes et le gîte rural,
- La maison de retraite, la résidence services seniors.

L'investissement en résidence services seniors, notamment avec le dispositif Censi-Bouvard, permet également d'investir dans un logement neuf. Les logements sont alors loués meublés et l'investisseur signe un bail commercial de 9 ans au minimum avec l'exploitant de la résidence-service.

## Conditions
Un loueur de meublé non professionnel doit proposer un bien en location meublée et décent. Selon la loi Loi pour l'accès au logement et un urbanisme rénové (ALUR), il s’agit « d’un logement décent équipé d’un mobilier en nombre et en qualité suffisants pour permettre au locataire d’y dormir, manger et vivre convenablement au regard des exigences de la vie courante ».
La liste des équipements indispensables est énumérée dans le décret n° 2015-981 du 31 juillet 2015.
La condition de décence quant à elle est définie par : 
- Une surface minimale de 9m²;
- L'absence de risque pour la sécurité et la santé du locataire;
- L'absence d'animaux nuisibles et de parasites;
- Une performance énergétique minimale.

Le loueur de meublé non professionnel doit aussi respecter deux conditions cumulatives de ressources financières : 
- Les recettes annuelles retirées de cette activité par l'ensemble des membres du foyer fiscal n'excèdent pas 23 000 € (Article 155 IV 2. 2° du CGI[2])
- Des recettes locatives inférieures à la moitié des revenus du foyer fiscal soumis à l'impôt sur le revenu. (Article 155 IV 2. 3° du CGI)

Au-delà de recettes locatives supérieures à 23 000€ ou supérieures à la moitié des revenus du foyer fiscal, le régime de location meublée professionnelle s'applique.

## Législation applicable
Le statut de LMNP est défini par l'article 155 IV du code général des impôts.

## Régime fiscal
Les revenus de la LMNP sont soumis au barème progressif de l'impôt sur le revenu, ils doivent être déclarés en bénéfices industriels et commerciaux (BIC). Il existe deux régimes fiscaux, le régime forfaitaire, appelé micro BIC et le régime réel.

### Régime micro BIC
La LMNP relève, par défaut, du régime du micro BIC si son chiffre d'affaires annuels est inférieur à 32 600 € (en 2012). L’abattement forfaitaire représentatif des charges est de 50 % des recettes.
Par exception, la LMNP de gîte rural, meublé de tourisme ou chambre d'hôtes relève de droit du régime des microentreprises si ses recettes annuelles sont inférieures à 81 500 € (en 2012). L’abattement forfaitaire représentatif des charges est de 71 % des recettes.
Le régime micro BIC permet une simplicité de gestion et de calcul de l'imposition des BIC à l'impôt sur le revenu.

### Régime réel
Le régime réel est obligatoire pour la LMNP dépassant les seuils du régime micro BIC. Le régime réel est possible sur option.
Le régime réel permet de déduire les charges réelles, notamment l'amortissement comptable du bien loué  et les intérêts des emprunts finançant son acquisition.
De manière générale, il est possible de déduire toutes les charges engagées dans l'intérêt de la location.
Le régime fiscal réel est souvent plus intéressant fiscalement pour un propriétaire, que le régime micro BIC, car les charges réelles sont souvent supérieures à l'abattement forfaitaire du fait de la possibilité, dans le régime réel, de calculer un amortissement de l'immeuble déductible des loyers encaissés. L'amortissement est un principe comptable qui permet de tenir compte du vieillissement d'un actif et de son besoin d'entretien. La dotation aux amortissements comprend alors le coût d'achat du bien proprement dit (moins le prix du terrain, non amortissable), les meubles, les droits de mutation et frais de notaire, et la commission de l'agence immobilière le cas échéant. En immobilier, la durée d'amortissement résulte d'une moyenne des durées d'amortissements des différentes composantes de l'immobilier (gros œuvre, second œuvre...).
La location meublée en LMNP s'avère souvent plus rentable que la location nue.

### Location en meublé professionnel (LMP)
Le seuil pour la location meublée professionnelle sont les suivantes :
- Le loueur doit être inscrit au Registre du commerce et des sociétés (RCS).
- Le loueur de meublé non professionnel doit percevoir des recettes (loyers + charges locatives) inférieures à 23 000 euros de revenus locatifs par an, au-dessus, le statut fiscal du LMNP bascule automatiquement vers celui de la LMP.
- Le loueur doit percevoir des recettes supérieures aux autres revenus professionnels de son foyer fiscal.

Un loueur qui vérifie les précédentes conditions ne peut pas prétendre au régime LMNP.